# Magura Orłowska
Magura Orłowska (słow. Orlovská Magura, 830 m) – szczyt w Górach Lubowelskich, w polskiej regionalizacji z 2018 r. zaliczanych do Pogórza Popradzkiego.

## Nazewnictwo
Nazwa szczytu pochodzi od położonej u jego południowych podnóży słowackiej miejscowości Orlov. Miejscowość ta ma również nazwę polską – Orłów. Do rozbiorów tereny te należały bowiem do Polski. Słowo magura zaś jest pochodzenia wołoskiego i oznacza wzgórze, pagórek, kopiec, ale ma także inne znaczenia topograficzne i jest często używane w całym łuku Karpat.

## Topografia
Znajduje się we wschodniej części Gór Lubowelskich, w grzbiecie ciągnącym się od doliny Lipnika w Małym Lipniku po Poprad w Muszynie. Kolejno znajdują się w nim Lysá hora (692 m), Patria (772 m), Magura Orłowska (830 m), Magura Kurczyńska (894 m), Wielka Polana (794 m, na niektórych mapach zaznaczana jako Pamuľka 783 m) i Sucha Góra (561 m). Grzbiet ten tworzy łuk obydwoma końcami opadający do Popradu i otaczający dwie słowackie miejscowości: Starina i Legnava, o których Bogdan Mościcki w przewodniku „Beskid Sądecki” pisze, że „są najbardziej oddalone od spraw tego świata”.
Magura Orłowska jest najbardziej na południe wysuniętym wzniesieniem Gór Lubowelskich. Jej południowe stoki opadają do szerokiej w tym miejscu doliny Popradu i spływają z nich 3 potoki: Krčmarský potok, potok bez nazwy i Dubničný potok. Na przeciwległą, północną stronę spływa potok Starina. Wszystkie są dopływami Popradu, który zatacza łuk opływając Góry Lubowelskie z trzech stron.

## Turystyka
Magura Orłowska jest porośnięta lasem, z wyjątkiem południowej, dolnej części stoków. Z Orłowa prowadzi na nią szlak turystyki pieszej, biegnący dalej na Magurę Kurczyńską. Widoki z niego są aż do lasu i obejmują liczne szczyty Gór Lewockich. Na granicy lasu wieża przekaźnikowa i duża kaplica pod wezwaniem świętych Cyryla i Metodego. Około 200 m na południowy wschód od niej znajduje się druga, mniejsza kapliczka i źródło, którego woda jest raz na rok święcona podczas miejscowej uroczystości. Szlak turystyczny jest dość słabo znakowany i są istotne orientacyjnie miejsca, w których brak znaków, jednakże trasa jest orientacyjnie prosta, wiedzie głównym grzbietem, więc nawet bez znaków można wyjść na szczyt Magury Orłowskiej. Ostatnio również na szczycie Magury Orłowskiej na niewielkiej polance zamontowano wieżę przekaźnikową.

## Szlaki turystyczne
– żółty: Orlov – Magura Orłowska – Magura Kurczyńska. 2:15 h, ↓ 1:55 h